# Luzara
Luzara is een geslacht van rechtvleugeligen uit de familie krekels (Gryllidae). De wetenschappelijke naam van dit geslacht is voor het eerst geldig gepubliceerd in 1869 door Francis Walker.

## Soorten
Het geslacht Luzara omvat de volgende soorten:
- Luzara catherpon Otte, 2006
- Luzara erasmios Otte & Perez-Gelabert, 2009
- Luzara idolicus Otte & Perez-Gelabert, 2009
- Luzara kirschiana Saussure, 1878
- Luzara minor Hebard, 1928
- Luzara phyxelis Otte, 2006
- Luzara rufipennis Walker, 1869
- Luzara sapani Gorochov, 2011
- Luzara venado Gorochov, 2011